# Казімеж Лис
Казімеж Юзеф Лис (пол. Kazimierz Józef Lis; нар. 9 січня 1910, Познань, Німецька імперія — пом. 7 липня 1998, Познань, Польща) — польський футболіст, виступав на позиції півзахисника.

## Клубна кар'єра
Народився в Познані. До 1932 року виступав в місцевій «Олімпії», наступного року перейшов до познанської «Варти». На той час «Варта» була однією з найсильніших команд Польщі: у 1935 році вона стала бронзовим призером чемпіонату, а в 1938 році — срібним. В роки Другої світової війни не виступав. У 1946 році повернувся до «Варти» й допоміг команді стати віце-чемпіоном Польщі, наступного сезону разом з познанським клубом став чемпіоном Польщі. По завершенні сезону завершив кар'єру футболіста.

## Кар'єра в збірній
Завдяки вдалій грі в познанській «Варті» потрапив до розширеного списку (з 22-х гравців), які поїхали на чемпіонат світу 1938 року у Франції. Проте на турнірі не провів на полі жодної хвилини, оскільки до Франції не поїхав (Казімеж не потрапив до фінального списку). Після цього до складу збірної не викликався.

## Досягнення

### Клубні
- Екстракляса
  -  Чемпіон (1): 1946/47
  -  Срібний призер (2): 1937/38, 1945/46
  -  Бронзовий призер (1): 1934/35